# Операция «Эрез»
Операция «Эрез» (ивр. מבצע ארז‎) — военная операция Армии обороны Израиля в войне за независимость.
Операция была проведена бойцами бригады Гивати в рамках подготовки к операции «Ицхак».